# Synagoge (Beresdiwzi)

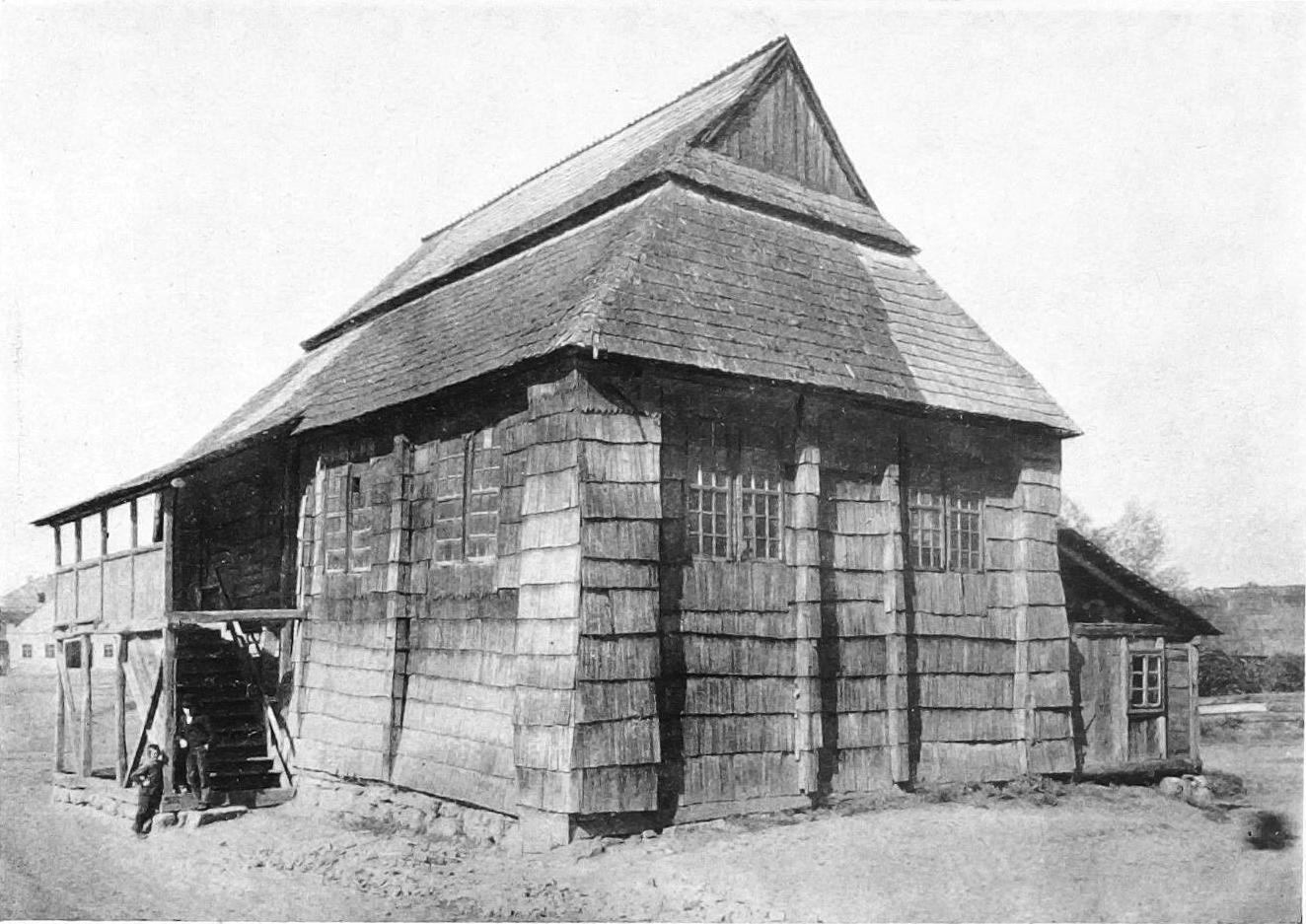
Synagoge circa 1910

Die hölzerne Synagoge in Beresdiwzi, einer Ortschaft in der Oblast Lwiw im Westen der Ukraine, wurde Ende des 18. Jahrhunderts gebaut. Sie wurde im Zweiten Weltkrieg von den deutschen Besatzern zerstört.

## Architektur
Die Synagoge bestand aus einem 8,20 × 7,50 m großen Hauptraum, dem Gebetsraum der Männer. Die Wände waren 5,00 m hoch; die Innenhöhe bis zur Gewölbespitze war 6,50 m.
Dem Raum vorgelagert war ein Vestibül und daneben ein weiterer Raum für die Kehillah. Darüber befand sich der Gebetsraum der Frauen, der nur durch schmale Schlitze Einblick in den Hauptraum zuließ.
Zugang zu dem Frauenraum war über eine Treppe entlang der Südwand. Diese führte auf einen überdachten Balkon, der durch Säulen abgestützt war. Das Dach war eine Verlängerung des Hauptdaches.
Das Dach selbst war zweistufig, der untere Teil war ein Walmdach und darüber ein Giebeldach.
Die drei Außenseiten des Männergebetsraums hatten je zwei Fensterpaare.
Die Bima stand nicht in der Mitte des Raumes, sondern war Richtung Eingang versetzt. Sie hatte einen Baldachin und war reich verziert.
Der Toraschrein stand auf einer Konsole und war zweistufig mit Seitenflügeln. Der Aufsatz ragte in das Gewölbe hinein.
Die genaue Form des Gewölbes ist zweifelhaft, es wurde sowohl als achteckige Kuppel als auch als Tonnengewölbe beschrieben.
Bima und Toraschrein stammten höchstwahrscheinlich, wie das Gebäude auch, vom Ende des 18. Jahrhunderts, ebenso die farbigen Wandgemälde. Diese waren zu Beginn des 20. Jahrhunderts verblichen. Lediglich im Gewölbe waren noch Figuren, wahrscheinlich die Tierkreiszeichen zu erkennen. Bei diesen waren die Gesichter der menschlichen Figuren übermalt.

## Spätere Umbauten
Im 19. Jahrhundert wurde ebenerdig, in der Länge des Hauptraums, entlang der Nordwand ein weiterer Raum für die Frauen angebaut. Ebenso erhielt das Vestibül einen kleinen Vorbau, durch den man in das Gebäude gelangte. Der Frauenraum hatte ein Pultdach, dieses verdeckte teilweise die Fenster zum Hauptraum, ebenfalls wie das Giebeldach des Vorbaus die Fenster des Frauenraums über dem Vestibül verdeckte.